# Scinax constrictus
Scinax constrictus är en groddjursart som beskrevs av Lima, Bastos och Ariovaldo Antonio Giaretta 2005. Scinax constrictus ingår i släktet Scinax och familjen lövgrodor. IUCN kategoriserar arten globalt som livskraftig. Inga underarter finns listade i Catalogue of Life.